# الساندرو کاپولا
الساندرو کاپولا (انگلیسی: Alessandro Coppola؛ زادهٔ ۱۳ مارس ۲۰۰۰) بازیکن فوتبال است.